# Armada de Suecia
La Armada de Suecia (en sueco: Svenska marinen) es la rama naval de la Fuerzas Armadas de Suecia.  Se compone de unidades de superficie y submarinas - la Flota (en sueco: Flottan)- así como de unidades de infantería de marina, denominadas Cuerpo Anfibio (Amfibiekåren). Es una marina de guerra de tamaño moderado, pero moderna y poderosa, especializada en buques de defensa costera, como corbetas, minadores, lanchas misileras y patrulleros. Debido a su orientación y sus buques -pensados para operar en el Mar Báltico, el Golfo de Botnia y el Estrecho de Kattegat- no se le puede calificar como una "armada de agua azul".
En Suecia, a los buques de la armada se les da el prefijo "HMS", abreviatura de "Hans/Hennes Majestäts Skepp" (Buque de Su Majestad). Algunas marinas de guerra internacionales, pero no así la propia marina de guerra sueca, le asignan el prefijo "HSwMS" (en inglés: "His Swedish Majesty's Ship" o "Buque de Su Majestad Sueca"), sobre todo para diferenciarlos de las naves de la Royal Navy británica, que también usan la abreviatura "HMS" ("Her Majesty's Ship").

## Historia
El 7 de junio de 1522, justo un año después de la derrota de Suecia frente a la Unión de Kalmar, el rey Gustavo I compró cierto número de naves de guerra a Lübeck, una ciudad integrante de la Liga Hanseática. Este fue el nacimiento de la Armada de Suecia.
Uno de los buques más famosos de esta armada fue el Vasa (siglo XVII) recuperado desde el fondo marino y conservado en un museo desde 1961.
El Cuerpo de Ingenieros Anfibios fue creado en 1902, como una sección de la "artillería costera" (Kustartilleriet ). En la última década del siglo XX las fortificaciones costeras fueron abandonados y las tropas regulares de infantería de marina, reorganizadas bajo el nombre de Cuerpo Anfibio (2000).
La Armada de Suecia pasó por momentos de en la década de 1980, en el marco de la Guerra Fría. La marina sueca en varias ocasiones lidió con el "fantasma" de submarinos soviéticos o la posibilidad de que sus archipiélagos fueran invadidos. El 27 de De octubre de 1981 el submarino U-137 soviético de la Clase Whiskey fue detectado en una zona restringida, frente a la base naval de Karlskrona, lo que detonó una disputa internacional seria.

## Actualidad
Durante muchos años la marina sueca tuvo una sola tarea: detener una invasión soviética a gran escala por del Mar Báltico, de preferencia, causando grandes pérdidas al enemigo antes de llegar a la costa. Con el colapso de la Unión Soviética, la única amenaza real desapareció y la misión se redefinió en parte. Sigue siendo primariamente de carácter defensivo, pero también ha aumentado el requerimiento de participar en las operaciones internacionales de la ONU y la Unión Europea, de la que Suecia es miembro.
Desde 2006, la Armada de Suecia participa en misiones de la ONU. El Ejército y la Fuerza Aérea estaban fuertemente representados en estas misiones, pero no tanto la Armada, por no contar con los equipos necesarios, ya que se había especializado demasiado en la defensa de la costa. Comienza ahora la introducción de la nueva clase de corbetas Visby, del tamaño necesario para participar en misiones internacionales.